# Ferdinandovac
Ferdinandovac är en ort i Kroatien.   Den ligger i länet Koprivnica-Križevcis län, i den nordöstra delen av landet, 100 km öster om huvudstaden Zagreb. Ferdinandovac ligger 108 meter över havet och antalet invånare är 1 994.
Terrängen runt Ferdinandovac är mycket platt. Runt Ferdinandovac är det ganska glesbefolkat, med 30 invånare per kvadratkilometer. Närmaste större samhälle är Pitomača, 11,3 km söder om Ferdinandovac. Trakten runt Ferdinandovac består till största delen av jordbruksmark.